# 아슬람베크 바달로프
아슬람베크 일림술타노비치 바달로프(러시아어: Асламбек Илимсултанович Вадалов), 전쟁 가명 아미르 아슬람베크로도 알려진 그는 북캅카스에서 싸우는 체첸 반군 지도자이다. 그는 2010년 8월 1일 이마라트 캅카스의 최고 지도자로 임명되었지만, 이는 나중에 철회되었다.

## 초기 생애
아슬람베크 바달로프는 1972년에 태어났으며 체첸의 구데르메스 동부에 위치한 이슈코이-유르트 마을 출신이다. 바달로프는 또한 젊은 시절의 대부분을 구데르메스 지역에서 보낸 것으로 보이지만, 일부 보고서에 따르면 1980년대 후반에 모스크바에서 짧은 기간 동안 기술 연구소에서 공부했을 수도 있다고 한다.

## 체첸 전쟁과 반군
1994년 제1차 체첸 전쟁이 발발하자 바달로프는 구데르메스에서 분리주의 투사들과 합류했다. 그는 요르단에 거주하며 아프가니스탄과 타지키스탄에서 이슬람주의 분쟁에 참여했던 체첸인 셰이크 파티의 부대에서 복무했을 수도 있다. 바달로프가 실제로 파티와 함께 복무했다면, 이는 체첸 전쟁에 대한 이슬람주의적 해석에 매우 일찍 노출되었음을 시사한다.
바달로프는 샤밀 바사예프와 이븐 알카탑이 이끄는 1999년 다게스탄 침공에는 참여하지 않았지만, 그해 가을 러시아가 체첸을 재침공하자 카탑의 체첸의 아랍 무자헤딘에 합류했다. 아르군과 구데르메스 전투에 참여한 후, 바달로프의 부대는 러시아 보안군에 대한 게릴라 공격을 시작하기 위해 베데노와 노자이-유르트의 산악 지역으로 철수했다.
2000년, 바달로프는 알려지지 않은 이유로 이슈코이-유르트로 돌아와 작은 지역 게릴라 부대에 합류했다. 이 부대는 독립적으로, 그리고 다른 반군 부대와 협력하여 작전을 수행했으며, 2001년 9월 17일 구데르메스 공격에도 참여했다. 다음 몇 년 동안 분리주의 운동은 상당한 손실을 입었지만, 바달로프는 주로 생존 기술 덕분에 두각을 나타낼 수 있었다. 그리하여 그는 아미르 아스하브 휘하의 체첸 무장군 구데르메스 지역 부사령관으로 임명되었다. 그가 지휘하는 이 부대는 인력이 부족했지만, 그의 팀과 그는 특히 이슈코이-유르트 주변에서 러시아 보안군에 대해 수많은 작지만 중요한 공격을 시작할 수 있었다.
2005년 초 아미르 아스하브가 사망한 후, 바달로프는 구데르메스 지역 사령관으로 임명되었다. 그러나 유능한 소규모 부대 지휘관이었음에도 불구하고, 바달로프는 더 넓은 전략적 관점이 필요한 대규모 전투 부대를 통제하는 데 어려움을 겪었다. 그의 부대는 결국 구데르메스에서 쫓겨나 베데노와 노자이-유르트 고지대로 퇴각해야 했다. 이러한 좌절에도 불구하고 그는 "대명분에 대한 헌신과 치열한 게릴라 작전"으로 명성을 유지했다.틀:By whom 그는 1994년부터 이마라트 캅카스 반군과 러시아군에 맞서 싸웠으며, 2007년에 도쿠 우마로프에게 처음으로 충성을 맹세한 사람들 중 한 명이었다고 한다. 이마라트 캅카스는 2007년에 결성되었다. 그는 2007년까지 독립 체첸을 위해 싸웠다.
아미르 카타브와의 관계는 중요하다. 이전에 그는 이마라트 캅카스 무장군의 동부 전선 사령관이었지만, 실제로는 인구셰티아 국경에서 약 30~50명의 무장 세력을 지휘하고 있었다.

## 이념
아흐메드 자카예프는 바달로프가 이마라트 캅카스의 새 에미르로 발표된 것은 "우마로프의 부하들 사이에서 신뢰를 잃었기 때문"이라고 말했다. 그는 또한 "도쿠 우마로프의 민간인 공격을 포함한 방법은 무장 세력의 지지를 받지 못했다"고 덧붙였다. 그는 또한 바달로프가 "다른 견해를 지지하며 와하브파 이데올로그들의 영향을 받지 않는다"고 말했다. 러시아 신문 콤메르산트는 이마라트 캅카스의 샤리아 법원에서 사형 선고를 받은 자카예프가 바달로프와 접촉할 계획을 가지고 있다고 보도했다.

## "이마라트 캅카스 에미르" 임명
2010년 8월 1일, 이마라트 캅카스의 "국가 웹사이트"인 캅카스 센터는 도쿠 우마로프가 이마라트 캅카스의 아미르직에서 물러나고 바달로프를 후임자로 임명했다고 보도했다. 발표 영상에서 우마로프는 "지하드는 더 젊고 활기찬 사령관들이 이끌어야 한다"고 말했다. 그러나 2010년 8월 3일 "서비스 중단" 후 캅카스 센터 사이트가 온라인으로 복구되었을 때, 원래 발표는 우마로프가 바달로프를 후임자로 "임명할 것을 제안했을 뿐"이라는 내용으로 대체되었다. 며칠 후 우마로프는 사임할 의사가 없으며 사임을 발표한 비디오는 조작된 것이라고 말했다.
2010년 8월 13일 캅카스 센터는 아슬람베크 바달로프가 이마라트 캅카스의 부군사 에미르 직에서 사임했다고 발표했다.

### 우마로프와의 갈등
우마로프가 사임을 철회한 지 며칠 후, 바달로프는 우마로프에게 한 맹세를 철회했다고 전해졌다. 그러나 그는 우마로프에게 종속되기를 중단했지만, 더 큰 이마라트 캅카스에 대한 충성심은 유지될 것이라고 말했다.
2011년 7월, 샤리아 법원은 우마로프의 체첸 무장군 재편성, 소위 "동부 및 남서부 전선" 해산, 체첸을 "군사 구역"으로 분할한 것으로 인한 균열을 해소하기 위해 우마로프에게 유리한 판결을 내렸다. 법원은 반군에게 우마로프에게 다시 충성을 맹세할 것을 요청했다. 아미르 함자트, 리야드-우스 살리힌 순교여단 또는 조직의 자살 대대 사령관으로 서부 구역 사령관으로 지명된 그는 뒤를 이었다. 동부 구역을 이끌도록 지명된 후세인 가카예프, 아슬람베크 바달로프, 그리고 타르한 가지예프는 따라서 우마로프에게 충성을 재확인했다.

## 후기 사건
2016년 11월, 바달로프는 튀르키예에서 체포된 것으로 보도되었으나, 나중에 석방되었다.